# 창원 도시철도
창원 도시철도(昌原都市鐵道)는 경상남도 창원시 전역에서 운행될 예정이었던 도시철도 체계이다. 2015년 12월에 착공을 시작하여 2020년 12월에 1호선 가포 ~ 석동 구간을 개통할 예정이었으나 백지화되었다. 하지만, 2022년에 출범할 특례시 승격에 맞춰서 재추진되고 있다. 

## 특징
창원시는 국비 6천억 여원을 지원받아 2020년까지 마산합포구 가포동~창원시청~진해구 석동~진해구청 등을 잇는 41.9km 길이의 도시철도를 설치할 계획이었다. 창원시는 지하철이나 경전철 등을 건설·운영하면서 막대한 재정부담을 지고 있는 다른 지방자치단체의 전처을 밟지 않기 위해서 노면전차를 설치하고, 민간자본의 투입 없이 총사업비의 60%는 국비, 20%는 도비를 지원 받아 재정사업으로 추진하기로 하였다. 2012년 12월 28일에 창원시의 도시철도 건설 기본계획이 국토부의 승인을 받아 고시됐으며, 2014년 실시설계를 거쳐 2015년에 착공할 예정이었다.
2013년 5월 15일에 개최된 공청회에서는 노면전차가 창원 도시철도에 적합하다고 판단하였고, 기존의 마산합포구 가포동 ~ 진해구 석동 기본계획노선 33.9km에서 0.3km 늘어난 노선(34.2km)이 대안으로 제시되었다. 이 노선을 채택하면 2021년 기준으로 하루 탑승객 수가 기존안 보다 14.6%가 증가한 12만7000여 명에 이를 것으로 예측되었다.
또한 2013년 8월 16일에는 창원 도시철도에는 노면전차(트램)가 적합하며 하루 11만 7630명이 이용할 것으로 전망됐다.

## 노선
창원 도시철도는 2025년까지 두 개의 노선을 착공 및 개통할 예정이었다. 창원광장과 성주동에서 각 노선이 접속할 예정이었다.
두 개 노선에 영업될 총 연장은 41.9km이고, 1호선에 38개 역, 2호선(남북 노선)에 10개 역을 놓을 예정이었다.
최근에, 다시 재추진되고 있음에 따라, 기존에 2개 노선에서 3개 노선으로 변경해, 경상남도 도시철도망 구축계획에 반영된 상태다. 
도시철도 구축계획망에 반영되면 모두 수소트램으로 놓여질 예정이다. 
| 노선명 | 기점                  | 주요 경유지 | 종점              | 연장 | 역 수 | 공사 기간 |
| ------ | --------------------- | --- | ----------------- | ---- | ----- | --------- |
| 1호선  | 마산회원구 마산역     | 창원 NC 파크, 마산자유무역지역, 창원국가산업단지, 창원시청, 경남도청 | 의창구 창원중앙역 |      | 미정  | 미정      |
| 2호선  | 의창구 창원역         | 창원국가산업단지, 창원종합버스터미널, 경화역 벚꽃길 | 진해구 통해역     |      | 미정  | 미정      |
| 3호선  | 마산합포구 월영광장역 | 마산남부시외버스터미널, 마산해양신도시, 마산합포구청, 마산어시장, 6호광장, 마산역, 마산시외버스터미널, 의창구청, 시티세븐, 창원컨벤션센터, 창원스포츠파크, 창원시청, 성산구청, | 진해구 진해구청역 |      | 미정  | 미정      |

## 같이 보기
- 창원시
- 대한민국의 도시 철도
- 지하철 목록